# Afelínids
Els afelínids (Aphelinidae) són una família d'himenòpters apòcrits de la superfamília dels calcidoïdeus (Chalcidoidea), que inclou petitíssimes vespes paràsites. Estan distribuïts mundialment en gran varietat d'hàbitats. Són útils com a agents de control biològic de plagues.
Aquests petits insectes són difícils d'estudiar; cal preservar-los acuradament en alcohol perquè no es deteriorin. Per això molts exemplars de museu no serveixen per a estudis.

## Història natural
La larva en la majoria dels casos és paràsita o parasitoide d'hemípters, encara que algunes ataquen a altres hostes, i els detalls del cicle vital varien (per exemple alguns ataquen als ous, uns altres a pupes i uns altres són hiperparàsits, és a dir que parasiten a altres paràsits).

## Taxonomia
La família Aphelenidae inclou 29 gèneres i 1078 espècies, repartides en 6 subfamílies:
Són difícils de separar d'altres membres de la superfamilia Chalcidoidea excepte per detalls subtils de venació de les ales. És possible que sigui un grup parafilètic i, per tant, que hi hagi necessitat de subdividir-ho en el futur. Per exemple les subfamílies Azotinae i Calesinae poden arribar a ser famílies separades.

### Gèneres
- Ablerus
- Allomymar
- Aphelinus
- Aphytis
- Bardylis
- Botryoideclava
- Cales
- Centrodora
- Coccobius
- Coccophagoides
- Coccophagus
- Dirphys
- Encarsia
- Eretmocerus
- Eriaphytis
- Eunotiscus
- Euryischia
- Euryischomyia
- Eutrichosomella
- Hirtaphelinus
- Lounsburyia
- Marietta
- Marlattiella
- Metanthemus
- Myiocnema
- Oenrobia
- Proaphelinoides
- Promuscidea
- Prophyscus
- Protaphelinus
- Pteroptrix
- Samariola
- Timberlakiella
- Verekia